# 佐々木清次
佐々木 清次（ささき せいじ、1964年（昭和39年）5月12日 - ）は、日本のシンガーソングライター・ラジオパーソナリティ。京都府出身。宗教は日蓮宗。

## 経歴・人物
松山千春に憧れ、近畿地方を中心に活動。
1992年（平成4年）、日本クラウンから「ピリオド」でメジャー・デビュー。1995年（平成7年）に契約打ち切り。後、知人である祇園・花見小路のバー「アクアマリン」マスター金崎公三の紹介によりやしきたかじんと出会いたかじんの事務所P.I.Sに所属。その年秋のコンサートよりたかじんのコンサートにはアコースティック・ギターとコーラスで参加している。2001年10月にフリーランスとなり2002年（平成14年）4月には秋人と新ユニットさんじゅうしち☆はちを結成。現在、プロモーターを京都のナウウェストワンから、大阪のサウンドクリエーターに移し活動の幅を広げる。プロモーターを移した最大の理由は、サウンドクリエーターが関係するインディーズレーベルベットタリスからCDをリリースし、メジャー・レーベルと同じ販売網に乗せる為である。これにより、一般のCDショップやCD販売のWebサイトからの購入が可能になった。2007年（平成19年）デビュー15周年記念シングル、アルバムをインディーズレーベルベットタリスから同時発売。シングルがJEUGIAで1位に、オリコンチャートインディーズ部門でも17位にランクイン。記念コンサートを京都府立文化芸術会館で行いチケットは前売りで完売になる。　

## CD

### シングル
- ピリオド/マリー（クラウン）
- 24時間会いたい/まつりの夜に（クラウン）
- 今夜悪女に/夢までとどけ（クラウン）
- 涙は誰のせい/SINGLE（ポリスター）
- 負けてたまるか/想い出にかわる瞬間（ポリスター）
- 夢のつづき/月のない夜/反省/親父（seiji.folk）
- いのち/夢一歩（ベットタリス）

### アルバム
- NEVER GIVE UP
  - Never give up
  - 華
  - 二人がもしも・・・
  - さよならなんて言わない
  - 幸せでありますように
- 夢は終わらない
  - 君だけのララバイ
  - 優しさの中で
  - 伝えたい言葉
  - 六月の海
  - それがすべて（LIVE REC Ver.）
  - 愛はもう
  - ひとりごと
  - KANPAI
  - この世にひとつだけ
  - 夢は終わらない

（ベットタリスレーベルより発売）
- ゆっくりでいいから
  - ゆっくりでいいから
  - 忘れたくないのは
  - エキストラ
  - 愛にかわるまで
  - こんな時代に
  - 負けてたまるか～アルバムバージョン

（ベットタリスレーベルより発売）
- 風景
  - 負けてたまるか
  - ピリオド
  - 今ふたり
  - 僕は忘れない
  - 夏の証
  - 幸せ
  - GANBARE
  - まわり道
  - この声がとどくまで
  - 風景
- 佐々木清次 デビュー10周年記念コンサート
  - 真夏の出会い
  - 夏のDistyny
  - ひとりごと
  - 女優
  - ターンライト
  - 明日
  - Happy Birthday
  - 生命
- デビュー20周年記念アルバム・未来への手紙
  - 線香花火
  - 手紙
  - 決心
  - 月 ～遠い町の君に～
  - ランナーズハイ
  - 未来への手紙
- バラードベスト 標(2013/12/9 発売)
  - 負けてたまるか
  - 夢のつづき
  - 月〜遠い街の君に〜
  - ひとりごと
  - ゆっくりでいいから
  - 線香花火
  - 今ふたり
  - この声がとどくまで
  - 風景
  - 夢は終わらない
  - 未来への手紙
  - いのち
  - 手紙
  - 大丈夫（新曲）

（PALMTONE RECORDSより発売）

## エピソード
クラウン解雇後、その悔しさを歌にしたのが「負けてたまるか」である。またポリスターとはアーティスト契約は結んでおらず、作品単位での契約であった。その後、「負けてたまるか」は関西電力系のケイ・オプティコムのCMソングになる。2009年（平成21年）夏から京都の夏の高校野球選手権のイメージソングとなり5回のグランド整備の時、球場で流される。

## テレビ番組
- びわ湖カンパニー（準レギュラー・びわ湖放送）

## ラジオ番組
- 「YUME.COM」: α-Station 毎週土曜日 21:00 - 23:00 (2010年4月3日まで22:00 - 23:00)
- 「佐々木清次のカバーしてなう」: fm GIG 毎週月曜日 20：00 - 21：00

### 過去の出演
- 「斬! 居酒屋清次」: KBS京都 毎週月曜日 19:30 - 20:30
- 「FOLK SESSIONS」: B-WAVE毎週土曜日 15:00 - 17:00
- 「夢のつづき」: MBSラジオ毎週日曜日 5:45 - 6:00
- 「佐々木清次の負けてたまるか」: FMうじ 毎週火曜日 13:00 - 15:00
- 「佐々木清次のNEVER GIVE UP」: FM AICHI　毎週日曜日 21：30 - 22